# Rolf Seltenreich
Rolf Seltenreich (* 5. August 1948 in Mannheim) ist ein deutscher Politiker (SPD).

## Leben und Beruf
Nach der Volksschule absolvierte Seltenreich eine Ausbildung zum Großhandelskaufmann und war anschließend in einer Gesetzlichen Unfallversicherung angestellt. Nach dem Abschluss der Abendschule absolvierte er 1971–75 ein Studium der Sozialarbeit an der Fachhochschule für Sozialwesen Mannheim. Seit 1977 ist Seltenreich als Sozial- und Gesundheitsarbeiter bei verschiedenen staatlichen Gesundheitsbehörden tätig, wie dem Gesundheitsamt Mannheim, wo er 1981–88 Personalratsvorsitzender war, und dem Landesgesundheitsamt Baden-Württemberg. Seltenreich ist verheiratet und hat zwei Kinder.

## Abgeordneter
Von 1980 bis 1988 gehörte Seltenreich für die SPD, in der er seit 1964 Mitglied war, dem Gemeinderat der Stadt Mannheim an. Von 1988 bis 2006 war er Mitglied des Landtags von Baden-Württemberg, davon von 1988 bis 1992 für den ab 1992 im Zug einer Wahlkreisreform aufgelösten Wahlkreis Mannheim III, ab 1992 für den neu zugeschnittenen Wahlkreis Mannheim II. Im Landtag war er stellvertretender Vorsitzender des Unterausschusses für Neue Steuerungsinstrumente.

## Gesellschaftliches Engagement
Seltenreich war zweimal Vorsitzender des Paritätischen Wohlfahrtsverbands Mannheim. Außerdem war er Vorsitzender des ASB Mannheim-Rhein-Neckar und stellvertretender Landesvorsitzender des Deutschen Mieterbundes Baden-Württemberg. Von 2002 bis 2009 war er Präsident des Sportvereins 98/07 Seckenheim.